# Marbriano de Orto
Marbriano de Orto, noto anche come Dujardin e Marbrianus, (1460 circa – gennaio o febbraio 1529) è stato un compositore franco-fiammingo. Figlio illegittimo di un prete, nei registri della cappella pontificia è segnato come «cittadino di Tournai», luogo ove presumibilmente nacque e ricevette i primi insegnamenti.

## Biografia
Orto giunse in Italia da Tournai, probabile luogo di nascita e della sua prima formazione. Il cognome di origine era Dujardin, ma lui stesso si firmò spesso utilizzando la forma latina "de Orto" (traduzione di «du jardin»). Nel giugno 1482, alle dipendenze del cardinale-vescovo di Tournai Ferry de Clugny, morto il 7 ottobre 1483, arrivò a Roma e a dicembre divenne cantore della Cappella papale di Sisto IV.

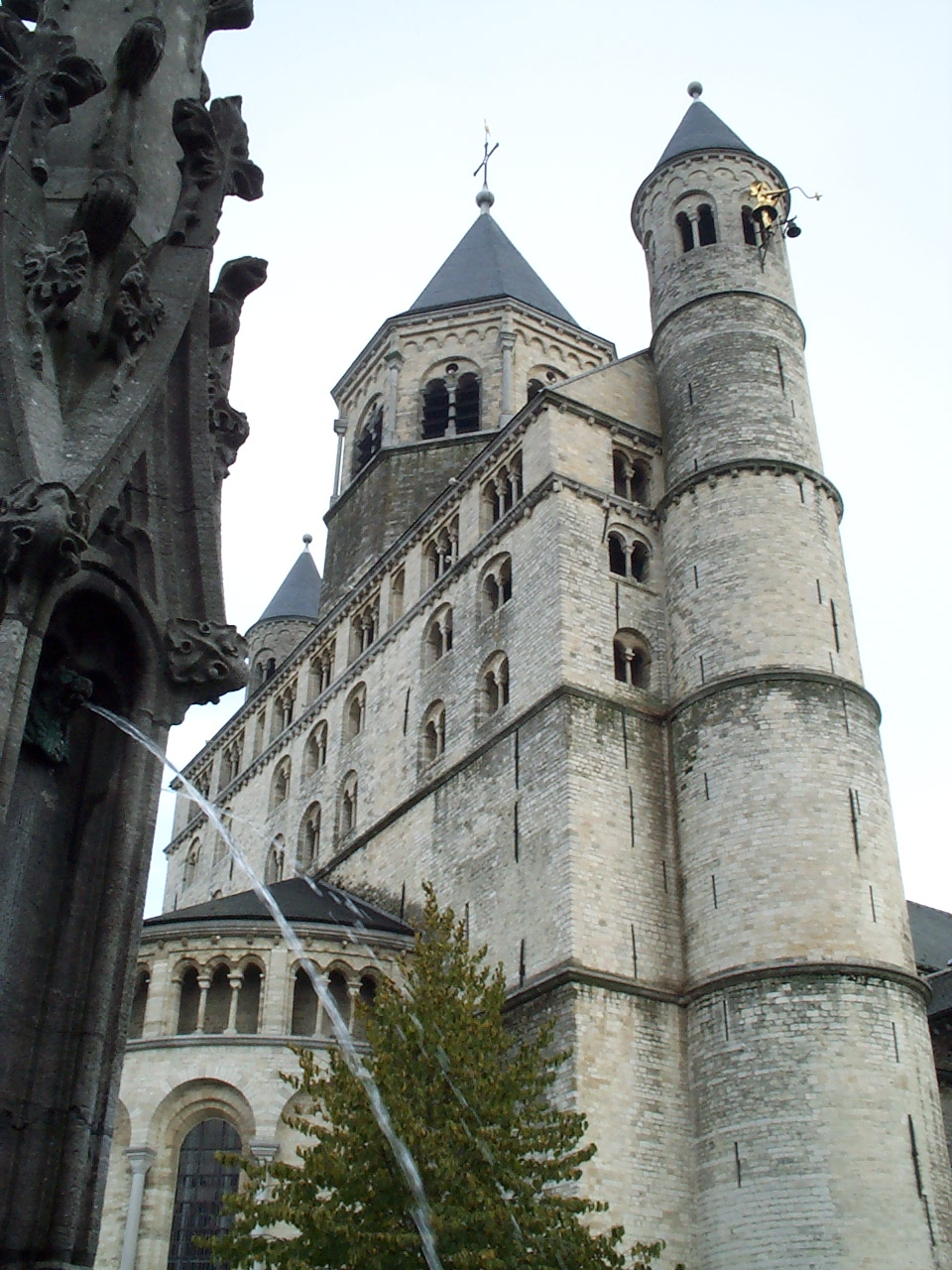
La chiesa di St. Gertrude di Nivelles dove Orto operò dalla metà degli anni 1490 fino alla sua morte nel 1529 e dove venne poi tumulato.

Cantò nel coro pontificio almeno fino al 1499, sotto il regno di Innocenzo VIII e Alessandro VI. Fu particolarmente protetto e apprezzato da papa Innocenzo, che appianò per lui gli ostacoli derivanti dalla sua nascita illegittima, consentendogli l'ottenimento di proficui vantaggi economici e di carriera. Durante il periodo in cui fu cantore del papa, lavorò a stretto contatto con Josquin, e tra il 1491-1493 entrambi cercarono di ottenere alcuni benefici presso le chiese della Diocesi di Cambrai. L'esito di questo tentativo non è noto, ma nel 1494 Orto fu nominato da Alessandro VI a far parte di una commissione per assistere Josquin ad acquisire un canonicato a Cambrai.
Nel periodo in cui erano alle dipendenze della cappella papale, Orto e Josquin revisionarono insieme il ciclo di inni di Guillaume Dufay, composti intorno al 1430.
Tra il 1489 e il 1496, mentre ancora era in servizio a Roma, Orto acquisì il posto di decano presso la chiesa collegiata Santa Gertrude a Nivelles, oggi in Belgio. Come capo spirituale del capitolo dei canonici, prese la residenza lì e mantenne uno stretto legame con quella comunità per tutto il resto della sua vita. Elargì molti doni alla Chiesa di Nivelles, tra cui spicca un sontuoso scrigno di bronzo progettato per contenere le reliquie della santa (tuttora visibile nel transetto). Lasciò Nivelles nel tardo 1504 per entrare nel coro di Filippo il Bello, la Grande Chapelle, nel quale lavorava anche Pierre de La Rue.
A corte, Orto divenne presto premier chapelain del coro (30 novembre 1505), un riconoscimento che indicava l'elevata considerazione in cui era tenuto sia come cantore che come compositore. Dopo la morte di Filippo nel settembre 1506, il coro passò nelle mani della vedova Giovanna di Castiglia, nota anche come Giovanna la Pazza, e Orto, insieme a altri cantori, lo abbandonò fra l'ottobre e il dicembre 1506, lasciando il posto a Pierre de La Rue. Durante questo periodo, per tre anni, Giovanna viaggiò con i suoi cantori facendo cantare ogni notte un requiem alla salma di suo marito che viaggiava con lei in una bara, compiendo un bizzarro viaggio attraverso la Castiglia finché il padre, Ferdinando, non la fece imprigionare nella fortezza di Tordesillas.
Tornato nei Paesi Bassi, Orto rimase al servizio degli Asburgo, dal 1509 al 1517, durante il quale divise il posto di premier chapelain con Anthoine de Berghes. In questo periodo fu l'insegnante di Arnold von Bruck, che era all'epoca un fanciullo del coro. Nessuna documentazione sulla sua attività nel periodo tra il 1507 e il 1508 è giunta fino a noi.
Negli ultimi anni a noi noti della sua attività ottenne altri incarichi, sia come canonico alla Cattedrale di Anversa che alla Concattedrale di San Michele e Santa Gudula a Bruxelles; una fonte del 1518 lo cita in qualità di premier chaplain della Cappella flamenca di Carlo V. Morì probabilmente a seguito dell'epidemia che colpì Nivelles nel 1529 e fu tumulato nella chiesa di Santa Gertrude. La sua tomba, nel coro, aveva un'iscrizione rimasta visibile fino a quando la chiesa non venne distrutta, in seguito ai bombardamenti tedeschi, il 14 maggio del 1940 nel corso della Seconda guerra mondiale.

## Musica
Marbriano de Orto compose messe, mottetti, lamentazioni e chanson, in gran parte giunte fino a noi. Pubblicò le sue messe (cinque in tutto) con Ottaviano Petrucci nel Misse de Orto del 1505, una delle prime pubblicazioni e delle prime collezioni di musica a stampa.
Le cinque messe di Orto pubblicate da Petrucci sono sempre su cantus firmus, compresa una basata sulla celebre melodia de L'homme armé, probabilmente composta nella prima metà degli anni 1480.
Fra le composizioni a lui attribuite, la Missa [Ad fugam] è interamente canonica: ognuna delle parti prevede infatti un canone stretto fra superius e tenor; nel manoscritto della Cappella Sistina, in cui è riportata, non è presente il Credo. Questa messa rappresenta un esempio delle diverse messe canoniche dell'epoca, fra le quali figurano lavori dei suoi contemporanei Des Prez e Pierre de La Rue.
Anche nei mottetti Orto impiegò la tecnica del cantus firmus. Il Salve regis mater sanctissima, anche se anonima nell'unica fonte pervenuta, viene attribuita a Orto e venne composta per l'incoronazione di Alessandro VI nel 1492.
Alcune delle sue chanson seguono lo stile tipicamente francese dei primi anni del XVI secolo - veloci, leggere e imitative, mentre altre sono più in linea con lo stile della scuola di Borgogna delle forme fisse. Orto scrisse anche una lamentazione su Didone regina di Cartagine, Dulces exuviae, dall'Eneide di Virgilio (iv.651-4), contenente numerosi passaggi cromatici.